# Ascomorpha klementi
Ascomorpha klementi is een raderdiertjessoort uit de familie Gastropodidae. De wetenschappelijke naam van deze soort is voor het eerst geldig gepubliceerd in 1965 door Hauer.